# Kenneth Grahame
Kenneth Grahame, född 8 mars 1859 i Edinburgh, Skottland, död 6 juli 1932 i Pangbourne, Berkshire, var en brittisk författare, mest känd för barnboken Det susar i säven (The Wind in the Willows) från 1908, med illustrationer av Arthur Rackham.
Grahame arbetade först som banktjänsteman i många år innan han började ägna sig på heltid åt skrivandet. Han slog sig ner vid den lilla staden Pangbourne vid Themsens strand. Omgivningarna gav honom inspiration till det liv och de äventyr som den osäkre men nyfikne Mullvaden, den rättrådige Råttan, den barske Grävlingen och den skrytsamme Paddan får uppleva i boken.
Grahame skrev också barndomsskildringar för vuxna, The Golden Age (1894) och Dream Days (1899), som blev mycket uppskattade.

## Böcker på svenska
- Det susar i säven (The wind in the willows) (översättning Signe Hallström, Tiden, 1932 med ill. av Ernest H. Shepard), senaste upplaga 2005
- "Den fridsamma draken" ("The Reluctant Dragon" ur Dream Days), i Bland tomtar och troll (1962), även utgiven som "En typisk hemmadrake" (översättning: Brita af Geijerstam, 1988, med ill. av Ernest Shepard).